# 早野実紗
早野 実紗（はやの みさ、1976年9月3日 - ）は、日本の女優、リポーター、司会者。福岡県出身。以前は舞夢プロに所属していた。劇団ナイスコンプレックス団員。身長161cm。体重53kg。
1997年、知人の紹介で芸能界入りし、同年『デュア!!ウルトラマンランド スパあらおリゾート情報番組』（RKB毎日放送）の「歌のお姉さん」役としてデビュー。

## 出演作品

### テレビドラマ
- ウルトラマンティガ 第43話「地の鮫」（1997年） - 観覧車の客 役
- 篤姫（2008年） - 中臈・てつ 役
- 龍馬伝（2010年）
- 絶対零度 〜未解決事件特命捜査〜 第8話「慟哭」（2010年） - リポーター 役
- 江〜姫たちの戦国〜（2011年） - 侍女 役
- 幸せになろうよ 第2話「つらい恋の忘れ方…前に進むために」（2011年） - 滝口敬子 役
- 赤い糸の女 第13話「秘密をもう一つ…縛られた絆」（2012年） - リポーター 役
- 八重の桜（2013年）
- クロコーチ 第6話「少年Sは、お前だ」（2013年） - 番組リポーター 役
- 軍師官兵衛 第12回「人質松寿丸」（2014年） - 町人役

### バラエティ
- デュア!!ウルトラマンランド スパあらおリゾート情報番組（1997年） - 歌のお姉さん ※デビュー作
- ふるさとホットライン（1998年） - リポーター
- NANTOKAしナイト（1999年）
- グルメ紀行（2000年） - リポーター
- ぶんぶんワイド（2000年） - リポーター
- タウンスナップ（2002年） - リポーター
- 豊島区生活情報番組 まちナビ（2008年） - リポーター

### 舞台
- たぐり寄せるジェンガ（2008年3月）
- あ罵羅ボーン〜君をチッチョと呼ぶ為に〜（2008年5月）
- 青春の握りこぶし〜熱くあれ〜（2009年3月）
- カナリヤ亡く夜（2009年9月）
- キスより素敵な手を繋ごう / 追憶と追憶（2010年3月）
- 来ずトレイン末つジャック（2010年6月）
- ナイスコンプレックス（2011年11月）
- キミが読む物語[2]（2012年4月）
- ワチャゴナドゥ[3]（2012年7月）
- ゲズントハイント〜お元気で [4]（2012年9月）
- 斜い人（はすいひと）[5]（2013年5月）
- オレンジの迷信行動[6]（2013年8月）
- ナイスコンプレックス[7]（2014年1月、2月）
- サバイバーズ・ギルト[8][9]（2014年5月）
- 鬼のぬけがら[10][11]（2015年1月）
- よみ人シラズ[12][13]（2015年9月）
- キミが読む物語（再演）[14][15]（2016年2月）
- Vaga音頭（bond）[16]（2016年5月 - 7月）
- かぜがふいた[17]（2016年7月）
- かぜのゆくえ[18]（2016年8月）
- ゲズントハイト〜お元気で〜（再々演）[19]（2016年10月）
- キスより素敵な手を繋ごう（2017年2月）
- ナイスコンプレックス（2017年4月）
- YAhHoo!!!!（2018年4月）
- YAhHoo!!!!（2019年9月）
- えんとつ町のプペル（2020年2月）
- キスより素敵な手を繋ごう（2021年2月）
- YAhHoo!!!!（2021年6月）
- キスより素敵な手を繋ごう（2022年6月）
- 劇団（2025年4月）[20]

### CM
- テルウェル東日本（2006年）
- エー・ジー（2010年）
- 世田谷自然食品（2013年 - ）

### PV
- 鈴村健一・ミトコンドリア（2009年）

### WEB
- P&G（2010年）
- キヤノン（2012年）

### スチール
- シュガーレディ（2007年）
- パルコム

### イベント
※いずれもMC
- 外為どっとコム（2006年）
- 埼玉県 野菜PRイベント（2007年）
- 箱根ロープウェイ「新型ロープウェイ全線開通記念イベント」（2007年）
- 目黒区バレーボール連盟 40周年記念式典（2007年）
- 小田原ダイナシティ8周年祭（2008年）
- ランドローバー、セールスコンテスト（2008年）